# Nitrianske Sučany
Nitrianske Sučany és un poble i municipi d'Eslovàquia que es troba a la regió de Trenčín. La primera menció escrita de la vila es remunta al 1249.

## Demografia
| Godina             | 1994 | 2004   | 2014   | 2024   |
| ------------------ | ---- | ------ | ------ | ------ |
| Nombre de persones | 1190 | 1259   | 1215   | 1202   |
| Diferència         |      | +5,79% | −3,49% | −1,06% |

| Godina             | 2023 | 2024   |
| ------------------ | ---- | ------ |
| Nombre de persones | 1200 | 1202   |
| Diferència         |      | +0,16% |